# 長倉祐政
長倉 祐政（ながくら すけまさ）は、戦国時代から安土桃山時代にかけての武将。日向伊東氏の家臣。

## 生涯
長倉氏は伊東氏初代・伊東祐時の子・長倉祐氏を祖とする伊東氏の庶流。伊東氏祐が日向国に下向する際、付き従い被官化した家系。
永禄10年（1567年）、敵方である島津軍の青陰勘解由という武将を討ち取った時に伊東義祐から褒賞として伊東姓を賜り、伊東勘解由と称する。その後、長倉に復姓し、嫡子の長倉近江守に伊東を名乗らせた。元亀3年（1572年）、木崎原の戦いで伊東氏が敗北を喫した際、義祐の命で前線の高原城を守り、霧島神社の祭祀の日には島津領の村に侵入し度々祭りを妨げる。天正4年（1576年）に島津氏の侵略を受けて高原城は開城する。
天正5年（1577年）に嫡子・近江守、次男・六郎太郎を伴い、伊東氏の豊後国退去に同行。翌天正6年（1578年）、伊東領回復の為に日向国三納で蜂起した。綾城へ攻撃、伊東四十八城の伊東家家臣を集め都於郡城を攻撃したが、これは失敗した。9月には大友軍が日向国へ南下し、それを受けて新納石城（現・木城町）に山田宗昌ら伊東家家臣団と共に、激しい籠城戦を繰り広げ、島津氏を放逐した。
耳川の戦いにて次男・六郎太郎と共に自害する。嫡子・近江守の消息は不明。